# Beryli hydroxide
Beryli hydroxide, là một hợp chất hóa học có công thức là Be(OH)2, là một hydroxide lưỡng tính, hòa tan trong cả axit và kiềm. Về mặt công nghiệp, nó được sản xuất như là một sản phẩm phụ trong quá trình chiết xuất kim loại beryli từ quặng beryl và bertrandit. Beryli hydroxide tinh khiết trong tự nhiên là hiếm (dưới dạng khoáng vật behoit, orthorhombic) hoặc rất hiếm (clinobehoit, monoclinic). Khi kiềm được thêm vào dung dịch muối beryli, hình thức α (dạng gel) được hình thành. Nếu phản ứng này xay ra khi để đứng hoặc đun sôi, sẽ tạo ra hình dạng β kết tủa. Cấu trúc này có cấu trúc giống như kẽm hydroxide, Zn(OH)2, với beryli ở trung tâm của tứ diện.

## Phản ứng
Với dung dịch kiềm nó hòa tan để tạo thành anion tetrahydroxidoberyllat (2-). Ví dụ với dung dịch natri hydroxide:
2NaOH(dd) + Be(OH)2(r) → Na2Be(OH)4(dd)
Với axit, sau phản ứng sẽ tạo ra muối beryli . Ví dụ, với axit sulfuric, beryli sunfat được hình thành:
Be(OH)2 + H2SO4 → BeSO4 + 2H2O
Nung beryli hydroxide ở nhiệt độ 400 °C để tạo thành bột màu trắng hoà tan, beryli oxit:
Be(OH)2 → BeO + H2O
Tiếp tục nung ở nhiệt độ cao hơn sẽ tạo ra beryli oxit nhưng không hòa tan trong axit.